# Zatoka Amundsena (Antarktyda)
Zatoka Amundsena (ang. Amundsen Bay) – zatoka, która znajduje się na ziemi Enderby (Ocean Południowy).
Zatoka o szerokości 30 km, położona blisko na zachód od gór Tula w ziemi Enderby. Po raz pierwszy zauważona przez australijskiego badacza Douglasa Mawsona 14 stycznia 1930 roku. Jej położenie zostało precyzyjniej określone 15 stycznia przez norweskiego kapitana Hjalmara Riisera-Larsena podczas zwiadu lotniczego. Zatoka została szczegółowo skartografowana przez grupę badawczą Australijskiej Narodowej Ekspedycji Badawczej na Antarktydę (ANARE). 
Na brzegach zatoki u podnóża góry Riisera-Larsena znajduje się kolonia pingwinów białookich.